# گمینا مشچونوو
گمینا مشچونوو (به لهستانی:  Gmina Mszczonów) یک گمینا در لهستان است که در شهرستان ژراردوف واقع شده‌است. گمینا مشچونوو ۱۴۴٫۸۷ کیلومتر مربع مساحت و ۱۱٬۱۷۶ نفر جمعیت دارد.